# Bibby Financial Services
Bibby Financial Services – brytyjska firma z siedzibą w Liverpoolu świadcząca usługi faktoringowe dla małych i średnich przedsiębiorstw (MŚP). Powstała w 1982. Jest największą pozabankową firmą faktoringową na rynku brytyjskim. Prowadzi działalność w 14 krajach na świecie. W Polsce działa od 2002.
Firma jest w spółką zależną (100% udziałów) Bibby Line Group założonej w 1807 przez Johna Bibby, będącej jedną z najstarszych firm rodzinnych w Wielkiej Brytanii.

## Bibby Financial Services w  Polsce
Bibby Financial Services jest obecna w Polsce od 2002 jako firma zależna Bibby Financial Services sp. z o.o. Posiada centralę w Warszawię i oddziały w Poznaniu i Katowicach. Należy do Factors Chain International i Polskiego Związku Faktorów. Bibby Financial Services sp. z o.o. osiągnęła obroty w wysokości 2,258 mld. zł.  Jej usługi obejmują faktoring: pełny, niepełny, eksportowy, odwrotny i dla małych firm.